# Bustillo del Páramo de Carrión
Bustillo del Páramo de Carrión es un municipio y localidad española de la provincia de Palencia, en la comunidad autónoma de Castilla y León. El término municipal tiene una población de 56 habitantes (INE 2024).

## Geografía
Se accede a la localidad desde la N-120, carretera que discurre paralela al Camino de Santiago y une Osorno con Sahagún. Desde esta se toma un desvío hacia el norte entre Calzada de los Molinos y Cervatos de la Cueza hasta el mismo pueblo. También se puede acceder al pueblo desde el norte por Saldaña y luego tomando esa misma carretera (Villarrabé, San Llorente, Bustillo).

## Historia
Bustillo procede del diminutivo de “Busto” o pequeño pastizal quemado precisamente para servir de pasto para los animales. Así, en la Edad Media, se pretenden conseguir pastizales incendiando el boscaje controlado en círculo. La primera cita data en la documentación del siglo XIII apareciendo como “Bustiello”. Lo del Páramo es un anexo localizador que se refiere al páramo de Carrión.
Por su término municipal discurre un buen trozo del Camino de Santiago, al igual que la antigua traza de la Cañada Real Leonesa.
Cerca de la población, se levantaron en su día dos despoblados Rebolleda y Ponzonava y muy cerca el Hospital Blanco, denominado así por ser atendido por personas de la cofradía de Nuestra Señora la Blanca, que como otras muchas, atendía atendían a los peregrinos y nobles que por el transitaban.
El lugar de Rebolledo era por mitad de Bustillo del Páramo y Villamoronta y la compró en su día el marqués de Aguilar. También el término de “Val de Señor” que gozaba el pueblo, perteneció al obispo de Palencia y luego pasó a la hacienda pública.
A la caída del Antiguo Régimen la localidad se constituye en municipio constitucional en el partido de Carrión de los Condes, entonces conocido como Bustillo del Páramo  que en el censo de 1842 contaba con 44 hogares y 229 vecinos.
Hasta la reforma de la nomenclatura municipal de 1916 el municipio se llamaba simplemente Bustillo del Páramo. En dicha fecha su nombre fue modificado por el de Bustillo del Páramo de Carrión.

## Geografía humana

### Demografía
Cuenta con una población de 56 habitantes (INE 2024).

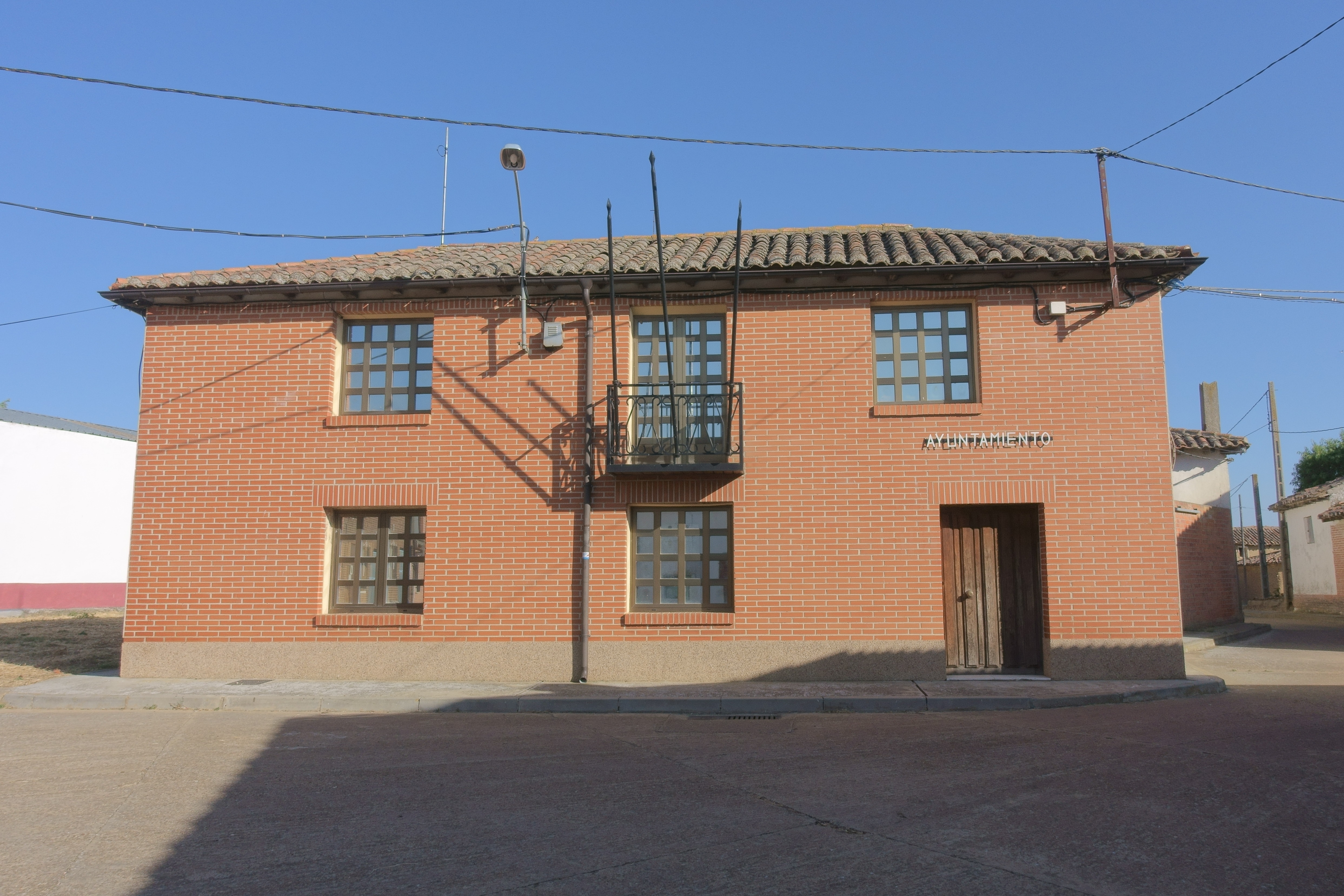
Casa consistorial

| Gráfica de evolución demográfica de Bustillo del Páramo de Carrión entre 1842 y 2021 |
| |
| Población de derecho según los censos de población del INE Población de hecho según los censos de población del INEEn estos censos se denominaba Bustillo del Páramo: 1842, 1857, 1860, 1877, 1887, 1897, 1900 y 1910 |

| 1900 | 1910 | 1920 | 1930 | 1940 | 1950 | 1960 | 1970 | 1981 | 1991 |
| 293  | 286  | 260  | 317  | 282  | 303  | 294  | 180  | 130  | 108  |

## Patrimonio
La iglesia de San Andrés Apóstol es el principal monumento de la población. Tres naves separadas por pilares que se elevan con bóvedas de aristas y decoradas con yeserías barrocas y con tres cúpulas sobre el crucero. La nave del Evangelio, un retablo del primer tercio del siglo XVII con una escultura de Santo Obispo del siglo XVIII; otro retablo, este de la segunda mitad del siglo dispone de un interesante crucifijo del siglo XVI y un San Antonio de Pádua del siglo XVIII. El retablo mayor del Presbiterio es barroco del siglo XVIII con una buena escultura de San Andrés y otras de San José, San Juan Bautista, un calvario con Virgen y San Juan del siglo XVI. La nave de la Epístola, un retablo barroco del siglo XVIII con varias esculturas: la de San Joaquín, Santa Ana, la Asunción y San Pedro, todas ellas del siglo XVIII. Otro retablo es rococó con una escultura del Nazareno y otra de Santo Ángel, del siglo XVIII. demás, una destacada escultura gótica de san Pablo del siglo XIV.

## Fiestas
- Fiestas patronales: San Andrés, 30 de noviembre.
- Otras fiestas: San Isidro, 15 de mayo.